# Бирлик (Балхашский район)
Бирлик (каз. Бірлік) — село в Балхашском районе Алматинской области Казахстана. Административный центр и единственный населённый пункт Бирликского сельского округа. Код КАТО — 193647100.

## Население
В 1999 году население села составляло 1920 человек (939 мужчин и 981 женщина). По данным переписи 2009 года, в селе проживало 2206 человек (1098 мужчин и 1108 женщин).